# Stanislav Lopujov
Stanislav Yúrievich Lopujov (en ruso: Станисла́в Ю́рьевич Лопухо́в; Kaluga, Rusia, 27 de noviembre de 1972) es un nadador ruso retirado especializado en pruebas de estilo braza, donde consiguió ser campeón olímpico en 1996 en los 4 x 100 metros estilos.

## Carrera deportiva
En los Juegos Olímpicos de Atlanta 1996 ganó la medalla de plata en los relevos de 4 x 100 metros estilos (nadando el largo de braza), con un tiempo de 3:37.55 segundos, tras Estados Unidos y por delante de Australia; y en el mundial de piscina larga de Gotemburgo 1997 ganó la plata en la misma prueba y también en los 100 metros braza.